# SM-EOD

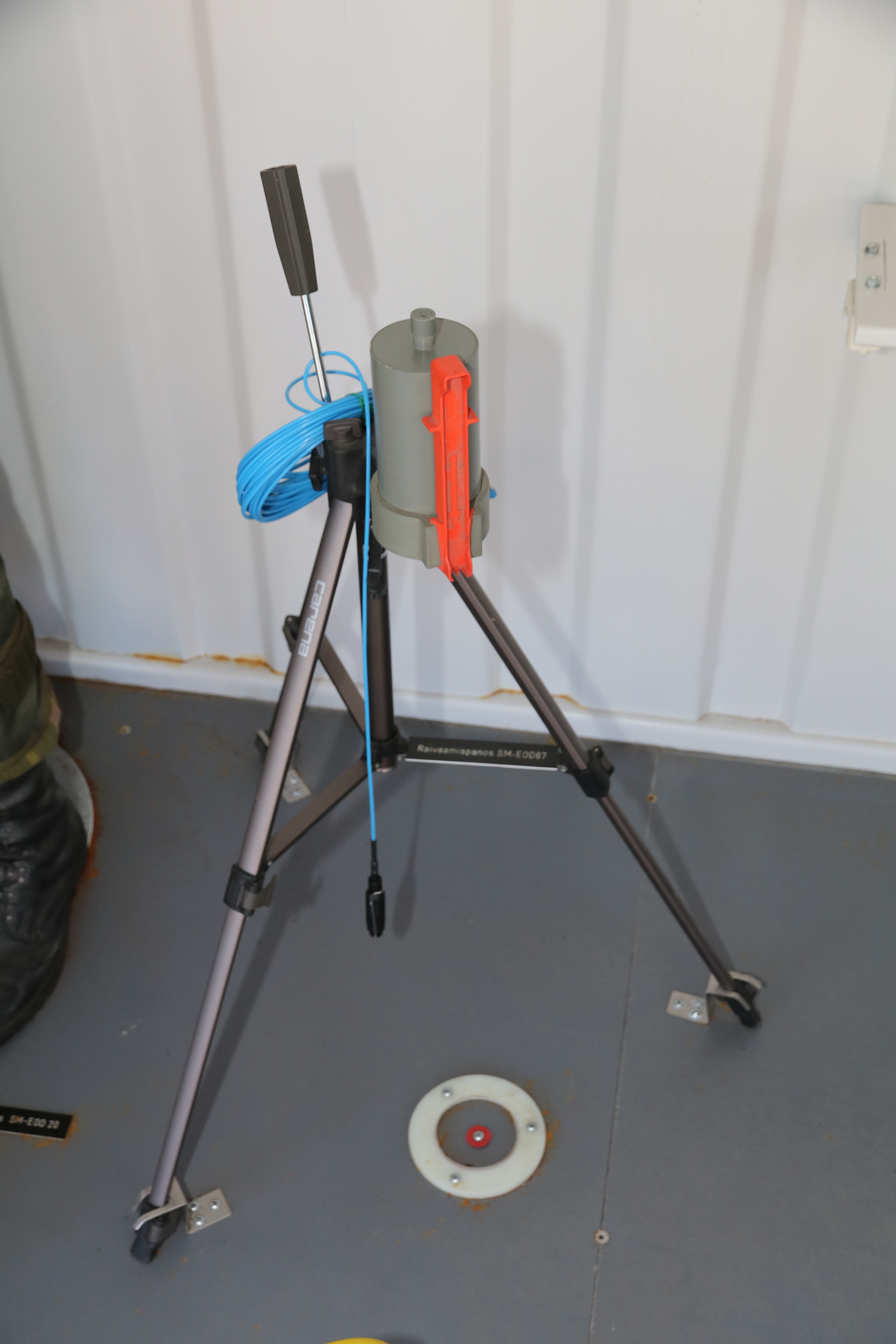
SM-EOD67

SM-EOD ist ein System zur punktuellen und berührungsfreien Vernichtung von Minen, Blindgängern und Unkonventionellen Spreng- oder Brandvorrichtungen.
Die Bezeichnung setzt sich aus zwei Teilen zusammen. ‚SM‘ steht für den ursprünglichen Vermarkter Schweizerische Munitionsunternehmung; ‚EOD‘ bezieht sich auf Explosive Ordnance Disposal, die international verwendete Bezeichnung für Kampfmittelbeseitigung.
Die SM-EOD Systeme bilden eine Familie von nicht magnetischen Hohlladungen bestehend aus einer Auswahl von fünf unterschiedlichen Größen. Die verschiedenen Größen umfassen SM-EOD 20, SM-EOD 33, SM-EOD 33P, SM-EOD 67, SM-EOD 130 und SM-EOD 190. Die Sprengkörper werden auf einem Gestell aufgestellt und auf das Ziel ausgerichtet. Sie können elektrisch oder pyrotechnisch gezündet werden. Wasserdicht können die Geräte bis zu einer Tiefe von 80 m eingesetzt werden. Sämtliche Systeme sind in Abstimmung mit den MIL- und NATO-Standards qualifiziert.

## Geschichte
Die Schweizerische Munitionsunternehmung (SM) vermarktete die Systeme erstmals. Die vor 1995 existierende schweizerische Munitionsfabrik Thun (MFT) hat dabei die Entwicklung initiiert. Ab 2001 wurden die Systeme durch die RUAG Munition, welche später als RUAG Warhead Division unter RUAG Land Systems betrieben wurde, vertrieben. 2007 wurden Assets aus der RUAG Warhead Division durch die Saab Bofors Dynamics (SBDS) übernommen. Die Systeme wurden bis im Sommer 2012 in Thun entwickelt, produziert und weltweit vertrieben.